# Pulse (album, Pink Floyd)
Pulse (stylizováno jako p•u•l•s•e) je třetí koncertní album britské skupiny Pink Floyd. Vydáno bylo v květnu 1995 (viz 1995 v hudbě) a v britském i americkém žebříčku se umístilo na prvním místě. Bylo nahráno na turné k albu The Division Bell během roku 1994.

## Popis alba a jeho historie
Po vydání studiového alba The Division Bell se skupina společně s doprovodnými hudebníky vydala na svoje poslední turné, které probíhalo od března do října roku 1994 (v září hráli i v Praze). Živá deska Pulse zachycuje podobu koncertů konaných v říjnu 1994 v londýnském Earls Court, kde byl set list obměněn: Pink Floyd během druhé poloviny koncertu odehráli celé album The Dark Side of the Moon, což na jiných vystoupeních nebylo. Nicméně nahrávky jednotlivých skladeb pochází z různých koncertů z celého roku 1994.
Album Pulse tedy obsahuje kompletní živou verzi desky The Dark Side of the Moon. Zajímavostí je také přítomnost písně „Astronomy Domine“, kterou složil původní kytarista a zpěvák skupiny Syd Barrett v roce 1967 a Pink Floyd ji od začátku 70. let na koncertech nehráli. Dále se na Pulse kromě skladeb z aktuálního alba The Division Bell nachází i další písně, především známé hity z předchozích desek.
Kromě CD (2CD) vyšlo Pulse i na LP (4LP) a MC (2MC). Vinylové desky i audiokazety obsahují oproti CD navíc píseň „One of These Days“ (zařazena za „Another Brick in the Wall, Part II“), kazety jsou ještě doplněny skladbou „Soundscape“ (za „Run Like Hell“), která byla hrána před koncertem.
V bookletu je obsaženo mnoho fotografií z turné. Původní vydání Pulse mělo na obalu CD blikající LED diodu zobrazující rytmus tlukoucího srdce (skladba „Speak to Me“).
Společně s koncertním albem vyšel i stejnojmenný videozáznam.

## Vydávání alba a jeho umístění
Ve Spojeném království vyšlo Pulse 29. května 1995 u EMI, v USA 6. června téhož roku u Columbia Records. V obou státech se v žebříčcích prodejnosti umístilo na první příčce (třetí takové album Pink Floyd). V USA ještě v létě 1995 získalo Pulse dvojitou platinovou desku.

## Seznam skladeb
| Disk 1 (CD verze) | Disk 1 (CD verze)                           | Disk 1 (CD verze)            | Disk 1 (CD verze)                     | Disk 1 (CD verze) |
| Pořadí            | Název                                       | Autor                        | Původní album                         | Délka             |
| ----------------- | ------------------------------------------- | ---------------------------- | ------------------------------------- | ----------------- |
| 1.                | Shine On You Crazy Diamond (Parts I–V, VII) | Wright, Waters, Gilmour      | Wish You Were Here (1975)             | 13:35             |
| 2.                | Astronomy Domine                            | Barrett                      | The Piper at the Gates of Dawn (1967) | 4:20              |
| 3.                | What Do You Want from Me                    | Gilmour, Wright, Samsonová   | The Division Bell (1994)              | 4:10              |
| 4.                | Learning to Fly                             | Gilmour, Moore, Ezrin, Carin | A Momentary Lapse of Reason (1987)    | 5:16              |
| 5.                | Keep Talking                                | Gilmour, Wright, Samsonová   | The Division Bell (1994)              | 6:52              |
| 6.                | Coming Back to Life                         | Gilmour                      | The Division Bell (1994)              | 6:56              |
| 7.                | Hey You                                     | Waters                       | The Wall (1979)                       | 4:40              |
| 8.                | A Great Day for Freedom                     | Gilmour, Samsonová           | The Division Bell (1994)              | 4:30              |
| 9.                | Sorrow                                      | Gilmour                      | A Momentary Lapse of Reason (1987)    | 10:49             |
| 10.               | High Hopes                                  | Gilmour, Samsonová           | The Division Bell (1994)              | 7:52              |
| 11.               | Another Brick in the Wall (Part II)         | Waters                       | The Wall (1979)                       | 7:08              |

| Disk 2         | Disk 2                            | Disk 2                         | Disk 2                           | Disk 2 |
| Pořadí         | Název                             | Autor                          | Původní album                    | Délka  |
| -------------- | --------------------------------- | ------------------------------ | -------------------------------- | ------ |
| 1.             | Speak to Me                       | Mason                          | The Dark Side of the Moon (1973) | 2:30   |
| 2.             | Breathe                           | Waters, Gilmour, Wright        | The Dark Side of the Moon (1973) | 2:33   |
| 3.             | On the Run                        | Gilmour, Waters                | The Dark Side of the Moon (1973) | 3:48   |
| 4.             | Time (včetně „Breathe (Reprise)“) | Mason, Waters, Wright, Gilmour | The Dark Side of the Moon (1973) | 6:47   |
| 5.             | The Great Gig in the Sky          | Wright, Torryová               | The Dark Side of the Moon (1973) | 5:52   |
| 6.             | Money                             | Waters                         | The Dark Side of the Moon (1973) | 8:54   |
| 7.             | Us and Them                       | Waters, Wright                 | The Dark Side of the Moon (1973) | 6:58   |
| 8.             | Any Colour You Like               | Gilmour, Mason, Wright         | The Dark Side of the Moon (1973) | 3:21   |
| 9.             | Brain Damage                      | Waters                         | The Dark Side of the Moon (1973) | 3:46   |
| 10.            | Eclipse                           | Waters                         | The Dark Side of the Moon (1973) | 2:38   |
| 11.            | Wish You Were Here                | Waters, Gilmour                | Wish You Were Here (1975)        | 6:35   |
| 12.            | Comfortably Numb                  | Gilmour, Waters                | The Wall (1979)                  | 9:29   |
| 13.            | Run Like Hell                     | Gilmour, Waters                | The Wall (1979)                  | 8:36   |
| Celková délka: | Celková délka:                    | Celková délka:                 | Celková délka:                   | 147:59 |

## Obsazení
- Pink Floyd:
  - David Gilmour – elektrická kytara, akustická kytara, lap steel kytara, zpěv
  - Rick Wright – klávesy, vokály, zpěv ve skladbách „Astronomy Domine“, „Time“ a „Comfortably Numb“
  - Nick Mason – bicí, perkuse
- Tim Renwick – kytary, vokály
- Guy Pratt – baskytara, vokály, zpěv ve skladbách „Comfortably Numb“ a „Run Like Hell“
- Jon Carin – klávesy, programování, vokály, zpěv ve skladbách „Hey You“, „Breathe“ a „Comfortably Numb“
- Dick Parry – saxofony
- Gary Wallis – perkuse, bicí
- Sam Brown, Claudia Fontaine, Durga McBroom – vokály